# Аїсата Таль Саль
Аїсата Таль Саль (англ. Aïssata Tall Sall; 12 грудня 1957) — сенегальська юристка та політик, з листопада 2020 року обіймає посаду міністра закордонних справ країни.

## Життєпис
Народилася 12 грудня 1957 року в Подорі і походить з консервативної марабутської сім'ї. Вона старша з дев'яти дочок і двох синів і переїхала в Дакар для отримання освіти після початкової школи. Вона вивчала право в Університеті Шейха Анти Діопа, і коли Рада адвокатів не хотіла її реєструвати, вона та тридцять інших молодих юристів звернулися до Апеляційного суду і виграли. Вона була зареєстрована в колегії адвокатів Сенегалу в 1982 році. Вона спеціалізувалася на господарському праві. Вона була адвокатом у низці політичних процесів проти режиму Уейда з 2000 по 2012 рр. Також представляла івуарійських генералів Лассану Паленфо та Ібрагіма Кулібалі, колишнього президента Мавританії Мохамеда Ульд Хайдаллу, колишнього прем'єр-міністра Того Агбейоме Коджо та тимчасового президента Малі Діонкунду Траоре. Під час судового процесу над Паленфо та Кулібалі до неї звернувся режисер Абдеррахман Сіссако, і вона зобразила себе у фільмі «Бамако» 2006 року, про справу проти МВФ та Світового банку.
Була міністром зв'язку в уряді Абду Діуфа з 1998 по 2000 рр. Вона була обрана мером міста Подор у квітні 2009 р. і переобрана в червні 2014 р. Вона також була членом Національної асамблеї в коаліції Benno Bokk Yaakaar («Об'єднані в одній надії»).
Аїсата Таль Саль є членом Соціалістичної партії Сенегалу. У червні 2014 року вона брала участь у внутрішніх виборах на посаду генерального секретаря партії проти Усмана Танора Дінга. Однак виборчі змагання були припинені президентом Національного керівного та оціночного комітету та мером Дакара Халіфою Саллом, посилаючись на ризики для єдності та згуртованості, в результаті чого Танор був переобраний без конкурсу. Вона ненадовго покинула партію в 2018 році, щоб створити власний рух під назвою «Наважитися на майбутнє», але не отримала достатньої кількості підписів для участі у виборах.
Аїсата Таль Саль підтримала Макі Салла під час президентських виборів у лютому 2019 року, заявивши, що це «в інтересах Сенгалу», і незабаром після цього була призначена «спеціальним посланником» президента. Вона була призначена міністром закордонних справ у кабінеті заміни Салла 1 листопада 2020 року, першою жінкою на цій посаді. На церемонії передачі повноважень від свого попередника Амаду Ба вона виклала дорожню карту, орієнтовану на боротьбу з «підпільною еміграцією». Таль заявила, що її бажання — стати першою жінкою-главою держави у франкомовній Африці.